# Bruno Uvini
Bruno Uvini (født 3. juni 1991 i Capivari) er en brasiliansk fodboldspiller, der spiller som central forsvarsspiller for Al-Nassr i Saudi-Arabien.

## Klubkarriere

### São Paulo FC
Uvini skiftede til São Paulo i 2007 og blev optaget på klubbens akademi. Her spillede han i tre år, indtil han i 2010 permanent blev en senior spiller.
Den 29. september 2010 fik Uvini sin debut for São Paulo i et nederlag imod Grêmio.
I alt blev det til 8 ligaoptrædener for den unge brasilianer, indtil han blev solgt til Europa.

### Udlån til Tottenham Hotspur
Den 14. februar 2012 skrev Uvini under på en lejekontrakt med Tottenham Hotspur, med mulighed for Tottenham at købe ham for €3,7 millioner efter lejeopholdet var slut. Uvini imponerede ikke som forventet, og af den grund valgte Tottenham ikke at hente ham.

### S.S.C. Napoli
Den 29. august 2012 skiftede Uvini til italienske Napoli. Her skrev han under på en 5-årig aftale. 
Den 2. november 2013 fik Uvini sin Serie A debut imod Catania.

### Udlån til AC Siena
Den 31. januar 2013 blev Uvini udlejet til Siena indtil 30. juni 2013. Han spillede ikke en eneste officiel kamp for klubben.

## Landshold
Uvini har siden 2012 spillet tre kampe på det brasilianske landshold. Uvini spillede bl.a. Sommer-OL 2012 med sit landshold.
Uvini har også spillet for U19, U20 og U23 landsholdende. Han var bl.a. anfører for U19 landsholdet, og også for det U20 landshold som vandt U/20-VM i fodbold i 2011.